# Garth Murray
Garth Robert Murray (* 17. September 1982 in Regina, Saskatchewan) ist ein ehemaliger kanadischer Eishockeyspieler und derzeitiger -trainer, der im Verlauf seiner aktiven Karriere zwischen 1998 und 2012 unter anderem 122 Spiele für die New York Rangers, Canadiens de Montréal, Florida Panthers und Phoenix Coyotes in der National Hockey League (NHL) auf der Position des Centers bestritten hat. Darüber hinaus absolvierte Murray weitere annähernd 550 Partien in der American Hockey League (AHL). Seit Februar 2019 ist er Cheftrainer der Aalborg Pirates aus der dänischen Metal Ligaen.

## Karriere
Garth Murray begann seine Karriere als Eishockeyspieler bei den Regina Pats, für die er von 1998 bis 2002 in der Western Hockey League (WHL) aktiv war. In dieser Zeit wurde er im NHL Entry Draft 2001 in der dritten Runde als insgesamt 79. Spieler von den New York Rangers ausgewählt, für die er in der Saison 2003/04 sein Debüt in der National Hockey League (NHL) gab, wobei er in seinem Rookiejahr in 20 Spielen ein Tor erzielte. Dies waren auch die einzigen Einsätze in der NHL für den Angreifer im Franchise der New York Rangers. Die restliche Zeit von 2002 bis 2005 spielte er für deren Farmteam, das Hartford Wolf Pack, aus der American Hockey League (AHL).
Am 30. September 2005 wurde Murray im Tausch für Marcel Hossa an die Canadiens de Montréal abgegeben, für die er in den folgenden zwei Spielzeiten ebenso auflief wie für deren AHL-Kooperationspartner Hamilton Bulldogs. Im November 2007 nahmen die Florida Panthers den Linksschützen über die Waiver-Liste unter Vertrag, für die er bis Saisonende jedoch nur sechs Spiele bestritt, bevor er ein Jahr lang für die Phoenix Coyotes auf dem Eis stand. Den Großteil der Spielzeit verbrachte der Kanadier jedoch bei deren AHL-Farmteam San Antonio Rampage. Am 1. Juli 2009 wurde der Center als Free Agent von den Calgary Flames verpflichtet, lief jedoch die gesamte Spielzeit 2009/10 für deren Kooperationspartner Abbotsford Heat in der AHL auf.
Vor der Saison 2010/11 fand der Mittelstürmer keinen neuen Arbeitgeber in der NHL und schloss sich daher den Victoria Salmon Kings aus der ECHL an. Bereits nach acht Einsätzen wurden jedoch die Manitoba Moose aus der AHL auf ihn aufmerksam und liehen ihn bis zum Saisonende von den Salmon Kings aus. Die Spielzeit 2011/12 bestritt Murray bei den St. John’s IceCaps in der AHL und beendete Ende Oktober 2012 im Alter von 30 Jahren seine aktive Karriere frühzeitig. Anschließend pausierte der Kanadier mehrere Jahre, ehe er im Sommer 2017 vom dänischen Verein Aalborg Pirates als Assistenztrainer von Brandon Reid verpflichtet wurde. Mit Aalborg gewann er am Saisonende das Double bestehend aus der Dänischen Meistertitel und Pokalsieg. Im Februar 2019 wurde er nach der Entlassung seines Landsmanns Jason Morgan zum Cheftrainer des Metal-Ligaen-Klubs befördert.

### International
Mit der kanadischen U20-Nationalmannschaft nahm Murray an der U20-Junioren-Weltmeisterschaft 2002 teil, bei der er mit seiner Mannschaft den zweiten Platz belegte und damit die Silbermedaille gewann. In sieben Turnierspielen sammelte der Stürmer sechs Scorerpunkte, darunter drei Tore.

## Erfolge und Auszeichnungen
- 2001 Teilnahme am CHL Top Prospects Game
- 2018 Dänischer Meister mit den Aalborg Pirates (als Assistenztrainer)
- 2018 Dänischer Pokalsieger mit den Aalborg Pirates (als Assistenztrainer)

### International
- 2002 Silbermedaille bei der U20-Junioren-Weltmeisterschaft

## Karrierestatistik

### International
Vertrat Kanada bei:
- U20-Junioren-Weltmeisterschaft 2002

(Legende zur Spielerstatistik: Sp oder GP = absolvierte Spiele; T oder G = erzielte Tore; V oder A = erzielte Assists; Pkt oder Pts = erzielte Scorerpunkte; SM oder PIM = erhaltene Strafminuten; +/− = Plus/Minus-Bilanz; PP = erzielte Überzahltore; SH = erzielte Unterzahltore; GW = erzielte Siegtore; 1 Play-downs/Relegation; Kursiv: Statistik nicht vollständig)